# Unspeakable
«Unspeakable» (с англ. — «Неописуемо») ― сингл шведской группы Ace of Base с их шестого студийного альбома Da Capo. Он занял пика 45-е место в Швеции и 97-е в Германии.

## Музыкальный клип
Для продвижения сингла был снят музыкальный клип. Режиссёром выступил Даниэль Борджессон.

## Трек-лист
Scandinavia/Germany
CD single
1. "Unspeakable" (Album Version)
2. "Unspeakable" (Junk & Function / M12 Radio Mix)

CD maxi
1. "Unspeakable" (Album Version)
2. "Unspeakable" (Junk & Function / M12 Radio Mix)
3. "Unspeakable" (Fairlite Radio Mix)
4. "Unspeakable" (Filur Radio Mix)
5. "Don't Stop" (Unreleased Track)

## Чарты
| Чарт                  | Высшая позиция |
| --------------------- | -------------- |
| German Singles Chart  | 97             |
| Israel Singles Chart  | 3              |
| Swedish Singles Chart | 45             |
| Finnish Singles Chart | 14             |